# Liste der Kulturdenkmale in Nahe (Holstein)
In der Liste der Kulturdenkmale in Nahe sind alle Kulturdenkmale der schleswig-holsteinischen Gemeinde Nahe (Kreis Segeberg) aufgelistet (Stand: 10. März 2025).

## Legende
In den Spalten befinden sich folgende Informationen:
- Objekt-ID: die Nummer des Kulturdenkmales
- Lage: die Adresse des Kulturdenkmales und die geographischen Koordinaten. Kartenansicht, um Koordinaten zu setzen. In der Kartenansicht sind Kulturdenkmale ohne Koordinaten mit einem roten Marker dargestellt und können in der Karte gesetzt werden. Kulturdenkmale ohne Bild sind mit einem blauen Marker gekennzeichnet, Kulturdenkmale mit Bild mit einem grünen Marker.
- Offizielle Bezeichnung: Bezeichnung des Kulturdenkmales
- Beschreibung: die Beschreibung des Kulturdenkmales
- Bild: ein Bild des Kulturdenkmales

## Bauliche Anlagen
| Objekt-ID     | Lage                                                | Offizielle Bezeichnung | Beschreibung | Bild            |
| ------------- | --------------------------------------------------- | ---------------------- | --- | --------------- |
| 7301 Wikidata | Segeberger Straße (53° 47′ 0″ N, 10° 7′ 49″ O)      | Meilenstein            | Alteintragung (Aktualisierung vorgesehen) - Begründung: geschichtlich, wissenschaftlich, Kulturlandschaft prägend - Schutzumfang: gesamtes Objekt - Denkmaltyp: Bauliche Anlage           | Fotos hochladen |
| 3435 Wikidata | Wakendorfer Straße 38 (53° 47′ 43″ N, 10° 7′ 50″ O) | Wasserstein von 1801   | Alteintragung (Aktualisierung vorgesehen) - Begründung: Alteintragung (Aktualisierung vorgesehen) - Schutzumfang: Alteintragung (Aktualisierung vorgesehen) - Denkmaltyp: Bauliche Anlage | BW              |

## Gründenkmale
| Objekt-ID | Lage                                          | Offizielle Bezeichnung | Beschreibung | Bild |
| --------- | --------------------------------------------- | ---------------------- | --- | ---- |
| 27221     | Beim Gedenkplatz (53° 47′ 40″ N, 10° 8′ 8″ O) | Ehrenhain              | Ehrenhain; 1920er Jahre; rautenförmige Fläche mit dichter Bepflanzung aus Buchen und Eichen, im Halbrund Findlinge mit Namen der Gefallenen, mittig auf hohem Sockel zwei Findlinge mit Inschriften, zur Straße eine sehr alte Eiche - Begründung: geschichtlich, städtebaulich, Kulturlandschaft prägend - Schutzumfang: gesamtes Objekt - Denkmaltyp: Gründenkmal | BW   |

## Quelle
- Liste der Kulturdenkmale in Schleswig-Holstein – Kreis Segeberg

- Karte mit allen Koordinaten:
- OSM |
- WikiMap